# Ninotsminda
Ninotsminda (in georgiano ნინოწმინდა?) è un comune della Georgia, situato nella regione di Samtskhe-Javakheti.
È popolato in maggioranza da armeni, data anche la vicinanza al confine.